# 毛高伊·达尼埃尔
毛高伊·达尼埃尔（匈牙利語：Magay Dániel，1932年4月6日—），生于塞格德，匈牙利男子击剑运动员。他曾获得1956年夏季奥运会击剑比赛男子佩剑团体金牌。后来他移居至美国，并三次获得美国锦标赛男子佩剑个人项目冠军。